# Główna grań Młynarza

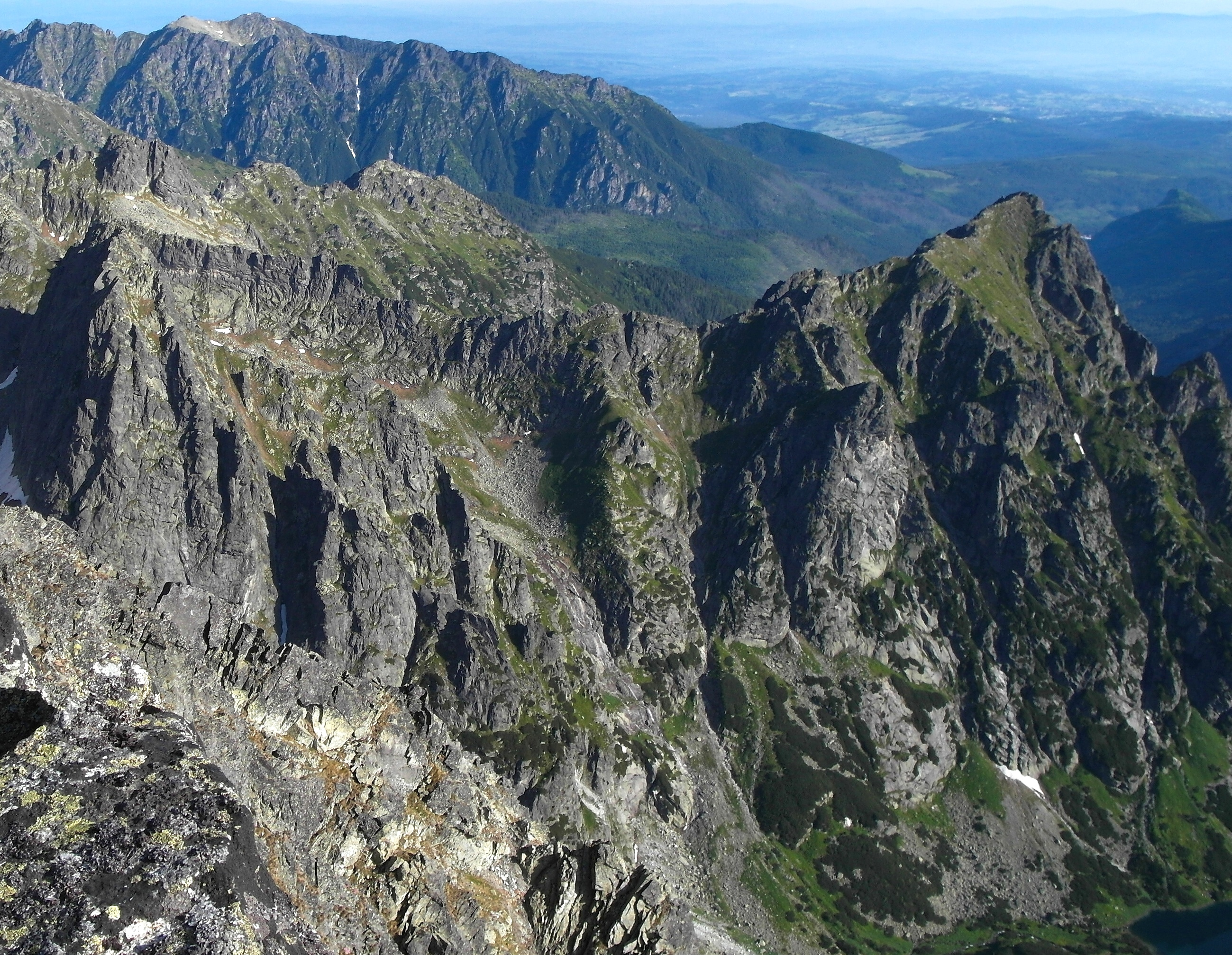
Górna część grani Młynarza. Widok z Ganku

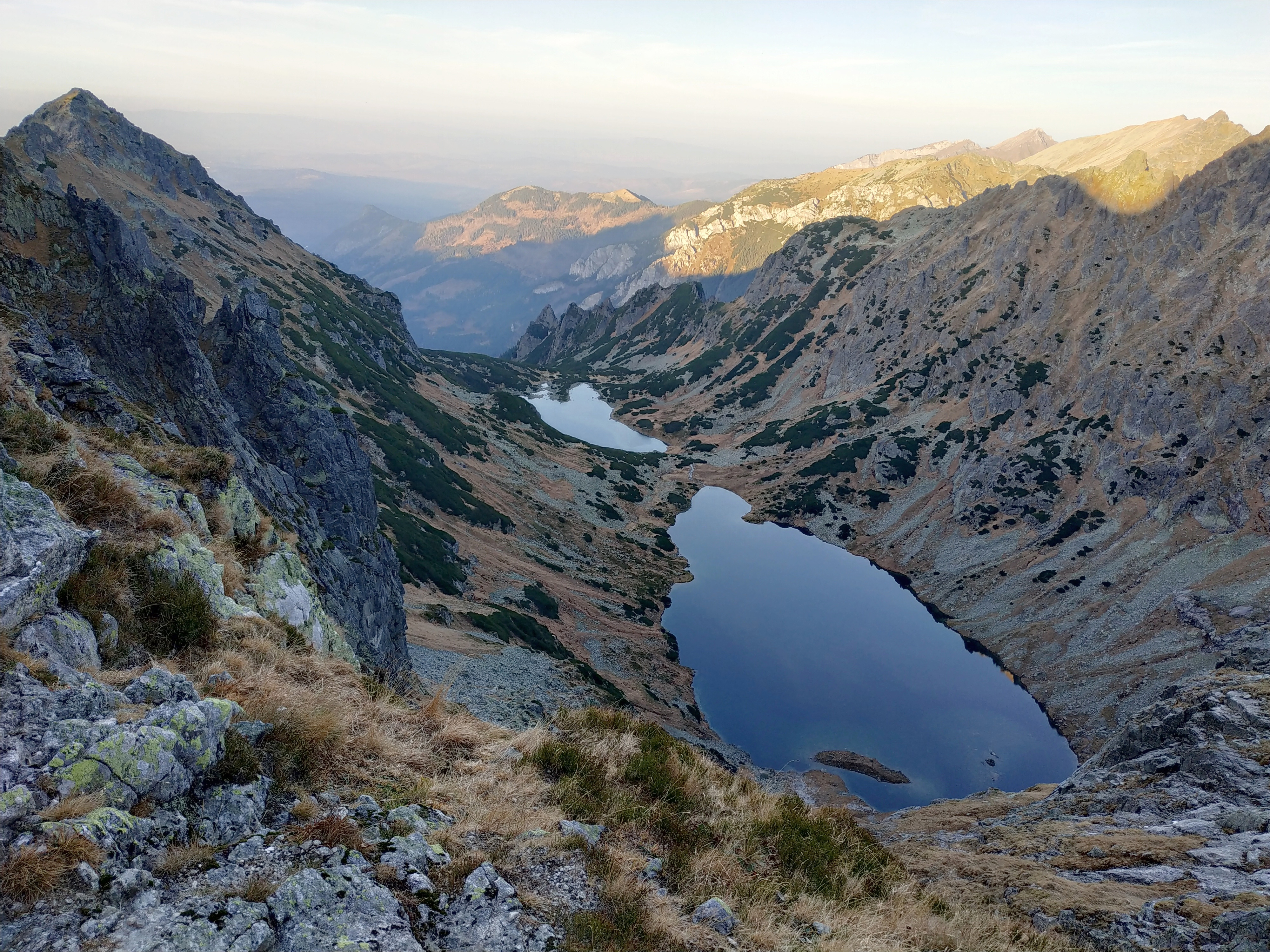
Dolina Żabich Stawów. Po prawej stronie odcinek głównej grani Młynarza

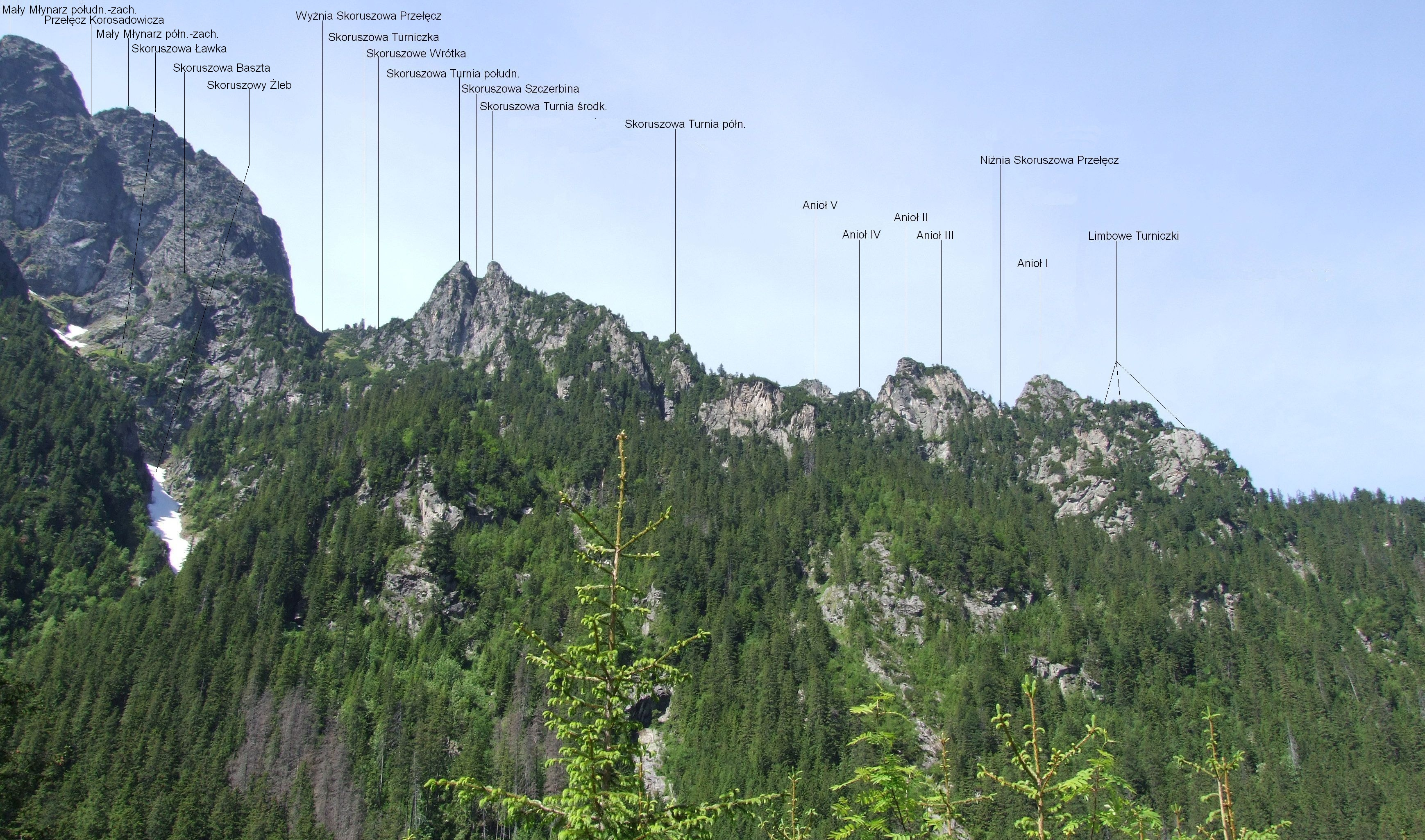
Północny odcinek grani

Główna grań Młynarza (słow. SV vetva VeÍkého Žabieho štítu, Hlavný hrebeň Mlynára) – odgałęzienie północnej grani Rysów w Tatrach Wysokich. Jest to boczna grań odbiegająca od Żabiego Szczytu Wyżniego na północny wschód, niżej zakręcająca na północ. Kończy się w widłach Białej Wody Białczańskiej i Żabiego Potoku. Oddziela Dolinę Żabich Stawów Białczańskich od Doliny Białej Wody i jej odgałęzienia – Doliny Ciężkiej. W całości znajduje się na terenie Słowacji. W grani tej kolejno wyróżnia się:
- Żabia Przehyba (Žabia priehyba), ok. 2160 m,
- Żabi Mur (Žabí múr), ok. 2170 m,
- Młynarzowa Przełęcz (Mlynárovo sedlo), 2087 m,
- Widłowy Zwornik (Vidlový uzol) ok. 2105 m,
- Niżnie Widłowe Siodło (Nižné Vidlové sedlo) ok. 2090 m,
- Widłowa Kopka (Vidlová kôpka) ok. 2125 m – zwornik dla krótkiej grańki z urwistą, dwuwierzchołkową Pośrednią Widłową Turnią (ok. 2125 m),
- Pośrednie Widłowe Siodło (Prostredné Vidlové sedlo) ok. 2120 m,
- Wyżnia Widłowa Turnia (Vyšná Vidlová veža) ok. 2130 m,
- Wyżnie Widłowe Siodło (Vyšné Vidlové sedlo) ok. 2115 m,
- Basztowy Zwornik (Baštový uzol) ok. 2130 m – w kierunku południowo-wschodnim odchodzi od niego wybitna grzęda zakończona Młynarzową Basztą (ok. 2040 m),
- Wyżnia Młynarzowa Przehyba (Vyšná Mlynárova priehyba) ok. 2125 m,
- Młynarzowa Czubka (Mlynárova vežička ok. 2125 m),
- Wyżnia Młynarzowa Przełęcz (Vyšné Mlynárovo sedlo) ok. 2130 m,
- Wielki Młynarz (Veľký Mlynár), 2170 m,
- Niżnia Młynarzowa Przełęcz (Nižné Mlynárovo sedlo), ok. 2035 m,
- Pośredni Młynarz (Prostredný Mlynár), ok. 2070 m,
- Młynarzowe Wrótka (Vyšné Mlynárovo sedlo), ok. 2035 m,
- cztery Młynarzowe Zęby (Mlynárove zuby), ok. 2040 m,
- Jarząbkowa Przehyba (Sedielko pod Mlynárovou strážnicou), ok. 2003 m,
- Jarząbkowy Zwornik (Mlynárova strážnica), 2005 m – odchodzi od niego północno-wschodnia grań Małego Młynarza; jej główna odnoga zawiera przede wszystkim Jarząbkowy Grzbiet (hrebeň Jariabkových veži),
- Młynarzowa Przehyba (Priehyba pod Malým Mlynárom), ok. 1972 m,
- Mały Młynarz pd.-wsch. (Malý Mlynár), 1975 m.
- Przełęcz Korosadowicza (Štrbina v Malom Mlynári), ok. 1950 m,
- Mały Młynarz pn.-zach. (Malý Mlynár), ok. 1960 m.
- Wyżnia Skoruszowa Przełęcz (Vyšné skorušie sedlo), ok. 1780 m,
- Skoruszowa Turniczka (Skorušiniakova vežička), ok. 1790 m,
- Skoruszowe Wrótka (Sedlo pod Skorušiniakom), 1775 m,
- Skoruszowa Turnia (Skorušiniakova veža), 1804 m,
- Pośrednia Skoruszowa Przełęcz (Prostredné skorušie sedlo), ok. 1740 m,
- V Anioł (Piaty anjel), ok. 1730 m
- Anielska Igła (Anjelská ihla)
- Zadnia Anielska Przełączka (Zadná štrbina v Anjeloch)
- IV Anioł (Čtvrtý anjel)
- Pośrednia Anielska Przełączka (Prostredná štrbina v Anjeloch)
- III Anioł (Tretí anjel)
- Skrajna Anielska Przełączka (Predná štrbina v Anjeloch)
- II Anioł (Druhý anjel)
- Niżnia Skoruszowa Przełęcz (Nižné skorušie sedlo)
- I Anioł (Veľký anjel), 1681 m
- Limbowa Przełączka (Limbová štrbina)
- Zadnia Limbowa Turniczka (Zadná limbová vežička)
- Zadnia Limbowa Szczerbina (Zadná limbová štrbina)
- Pośrednia Limbowa Turniczka (rostredná limbová vežička)
- Skrajna Limbowa Szczerbina (Predná limbová štrbina)
- Skrajna Limbowa Turniczka (Predná limbová vežička)

Wykaz obiektów i nazwy polskie według W. Cywińskiego, nazwy słowackie według czterojęzycznego słownika.
W orograficznie lewych zboczach grani brak najmniejszych nawet bocznych grzbietów. Stoki te to kilka urwistych, ale krótkich filarów, skalisto-trawiaste zbocza, płytkie żleby i niewysokie ściany. Natomiast w prawych zboczach jest wiele bocznych grani, oddzielonych potężnymi żlebami, a w graniach tych wznoszą się wybitne turnie.